# Черруто Кальдерон, Хавьер
Хавьер Черруто Кальдерон де ла Барка (исп. Javier Cerruto Calderón de la Barca; 30 августа 1919, Ла-Пас — 23 апреля 2004, Пуэнте-Вилья) — боливийский военный и государственный деятель, министр иностранных дел (1980—1981).

## Биография
Окончил авиационное училище, в 1941 г. — военный колледж, затем проходил летную подготовку в США. Служил пилотом эскадрильи военно-транспортной авиации, затем — в главной боливийской авиакомпании Lloyd Aereo, где подготовил «Руководство для экипажа транспортного авиационного судна в мирное время» для двухмоторных самолетов C-47 и DC-3. Занимал должности советника по вопросам авиации в Межамериканском совете обороны (США), командира военного авиационного училища авиации «Tcnl. Germán Busch» в городе Санта-Крус-де-ла-Сьерра. После очередного пребывания в Соединенных Штатах был назначен начальником штаба ВВС, а в декабре 1958 г. — командующим ВВС Боливии в звании бригадного генерала авиации.
- 1960 г. вышел в отставку с военной службы и до 1962 г. был военно-воздушным атташе в посольстве Боливии в Аргентине,
- 1962—1964 гг. — главный инспектор авиации,
- 1964 г. — вновь назначен командующим ВВС и президентом Национального совета по авиации, затем — помощник министра гражданской авиации,
- 1980—1981 гг. — министр иностранных дел Боливии в ультраправом «Правительстве национальной реконструкции» генерала Луиса Гарсиа Месы Техады. Участвовал в подписании в Договора Монтевидео о создании Латиноамериканской ассоциации интеграции. Ушел в отставку под давлением со стороны США.